# Syntretus
Syntretus (лат.) — род паразитических наездников подсемейства Euphorinae из семейства Braconidae. Известно более 60 видов. Встречаются повсеместно, кроме Австралии.

## Описание
Мелкие бракониды, длина тела 2—4 мм. Усики с 14—33 сегментами; максиллярные пальпы с 5—6 сегментами и лабиальные пальпы с 3 сегментами. Коготки угловато изогнуты (но редко постепенно изгибаются, например, у S. politus) и (особенно передние) отчётливо раздвоены; жилка M+Cu1 переднего крыла несклеротизирована, в виде пигментированного следа или полностью отсутствует; жилка cu-a заднего крыла отсутствует или в значительной степени отсутствует (но в значительной степени присутствует у неарктического S. muesebecki); скапус примерно такой же длины, как педицеллус или несколько длиннее; дорсопа отсутствует; латеропа присутствует (подрод Exosyntretus Belokobylskij и группа S. splendidus) или отсутствует; проподеум с крупной задней ареолой или в основном гладкий, срединный киль отсутствует или короткий (но длинный у S. shawi), медиально-задний субвертикальный или постепенно опущен; первый тергит вдаётся под мыщелки задних кокс; мезоплевры гладкие, если не упомянуты.
Эндопаразитоиды других перепончатокрылых, а некоторые виды паразитируют на гусеницах бабочек и двукрылых.
Вид Syntretus perlmani Shaw & Ballinger, 2024 стал первым паразитоидом плодовых мух, у которого обнаружено заражение хозяина (мух-дрозофил Drosophila melanogaster) на взрослой стадии, имаго. Несмотря на глубокую историю исследований и огромное биоразнообразие, виды наездников, нападающие и развивающиеся внутри взрослой стадии мухи-хозяина, ранее не были описаны.

## Классификация
Более 60 видов.
- S. abbreviator Belokobylskij, 2000
- S. amba Belokobylskij, 1993
- S. amoenus Belokobylskij, 1993
- S. areolatus Belokobylskij, 2000
- S. brevicornis Muesebeck, 1936
- S. breviradialis van Achterberg & Haeselbarth, 2003
- S. bulbus Chen & van Achterberg, 1997
- S. combinator Belokobylskij, 2000
- S. complanatus (Papp & Shaw, 2000)
- S. conterminus (Nees, 1834)
- S. choui Papp, 2004
- S. daghestanicus Tobias, 1976
- S. dzieduszyckii Niezabitowski, 1910
- S. dzieduszykii Niezabitowski, 1910
- S. elabsus (Papp, 1992)
- S. elegans (Ruthe, 1856)
- S. excavatus Belokobylskij, 2000
- S. extensus Papp, 2004
- S. falcifer (Tobias, 1965)
- S. falcoi (Papp & Shaw, 2000)
- S. fallax (Papp & Shaw, 2000)
- S. flevo van Achterberg & Haeselbarth, 2003
- S. fuscicoxis van Achterberg & Haeselbarth, 2003
- S. fuscivalvis van Achterberg & Haeselbarth, 2003
- S. glaber Chen & van Achterberg, 1997
- S. grodekovi Belokobylskij, 2000
- S. hirtus Belokobylskij, 1996
- S. idalius (Haliday, 1833)
- S. klugii (Ruthe, 1856)
- S. komarovi Belokobylskij, 1996
- S. kui Belokobylskij, 2000
- S. longitergitus Chen & He, 2001
- S. makarovi Belokobylskij, 1996
- S. minimus van Achterberg & Haeselbarth, 2003
- S. miscellus Belokobylskij, 1996
- S. muesebecki (Papp & Shaw, 2000)
- S. nevelskoii Belokobylskij, 1996
- S. nyashekensis de Saeger, 1946
- S. ocularis van Achterberg & Haeselbarth, 2003
- S. parvicornis (Reinhard, 1862)
- S. parvicornis Shaw & Ballinger, 2024
- S. planifacies Belokobylskij, 1993
- S. poliscutus de Saeger, 1946
- S. politus (Ruthe, 1856)
- S. pumilus de Saeger, 1946
- S. pusio (Marshall, 1898)
- S. sculptor Belokobylskij & Ku, 1998
- S. secutensus Papp, 2004
- S. shawi van Achterberg & Haeselbarth, 2003
- S. signatus Belokobylskij, 2000
- S. splendidus (Marshall, 1887)
- S. stenochora van Achterberg & Haeselbarth, 2003
- S. subglaber Papp, 2004
- S. taegeri van Achterberg & Haeselbarth, 2003
- S. temporalis Papp, 2004
- S. transitus Papp, 2004
- S. transversus (Papp & Shaw, 2000)
- S. trigonaphagus Gloag, Shaw & Burwell, 2009
- S. varus Papp, 2004
- S. venus Chen & van Achterberg, 1997
- S. venustus Muesebeck, 1936
- S. vigilax (Provancher, 1880)
- S. xanthocephalus (Marshall, 1887)
- S. zuijleni van Achterberg & Haeselbarth, 2003

## Распространение
В мировой фауне известно более 60 видов, в Палеарктике 39 видов, в России 26 видов.